# Макрофотографія

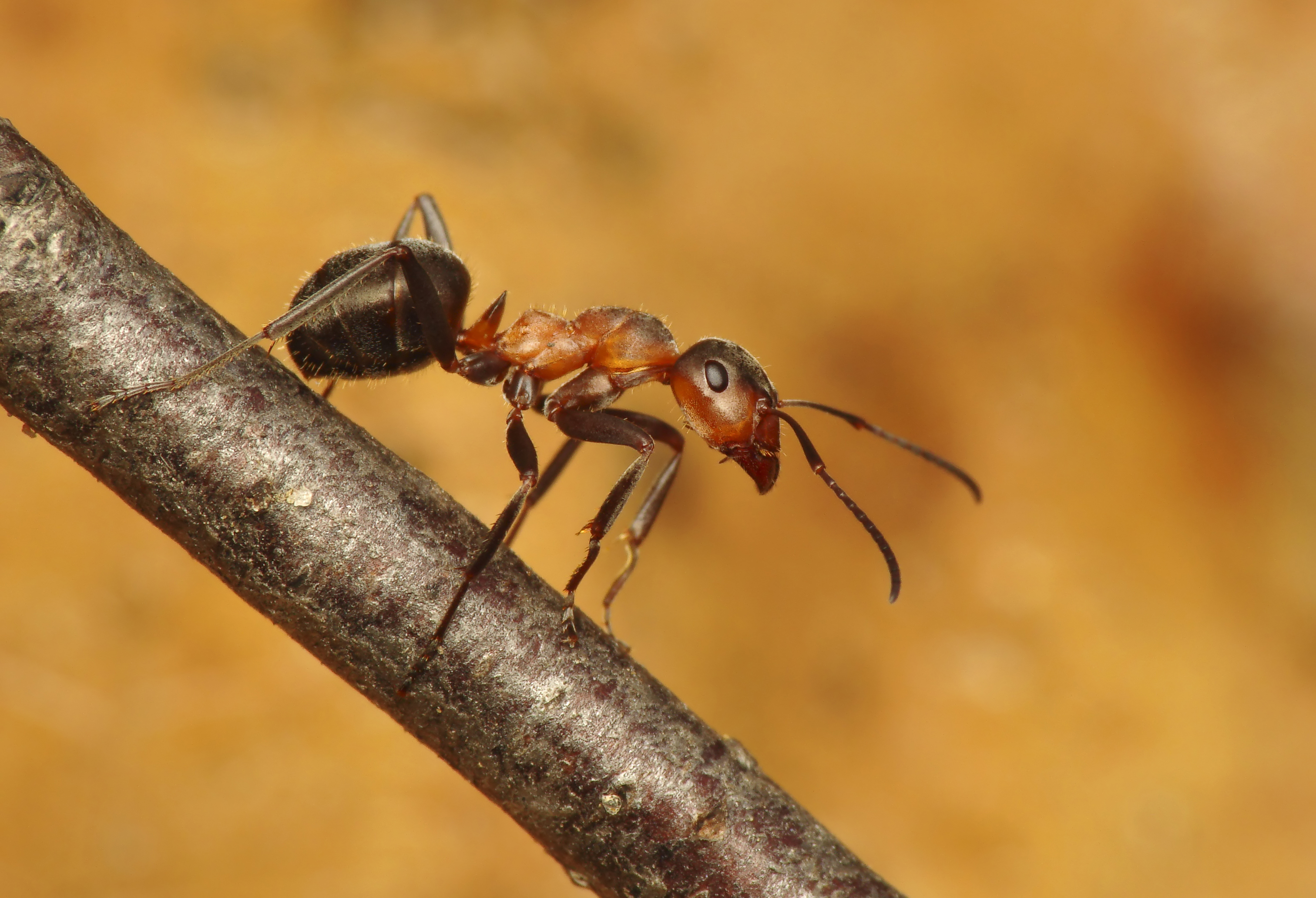
Макрофотографія мурахи

Ма́крофотогра́фія (від лат. macro- — «велико-», від грец. μακρός — «довгий») — один з напрямків фотографії, де дрібні об'єкти зображаються у великому масштабі. Зазвичай макрофотографіями вважаються зображення об'єктів, виконані в масштабі від 1:1 до 10:1.

## Визначення
Термін «макрофотографія» запропонував Вільям Генрі Волмслі в 1899 році для фото зі збільшенням у менше за 10 разів, щоб відділити їх від мікрофотографії.
Класичні поняття фотографії часто відштовхуються від зображень, які показують об'єкт у масштабі від реального розміру (life-size, 1:1), до збільшеного вдесятеро. Для цифрових фотокамер це зазвичай трактується як вимога, що об'єкт повинен заповнювати кадр і бути такого ж розміру, як сенсор фотокамери, або меншим.

## Техніка зйомки

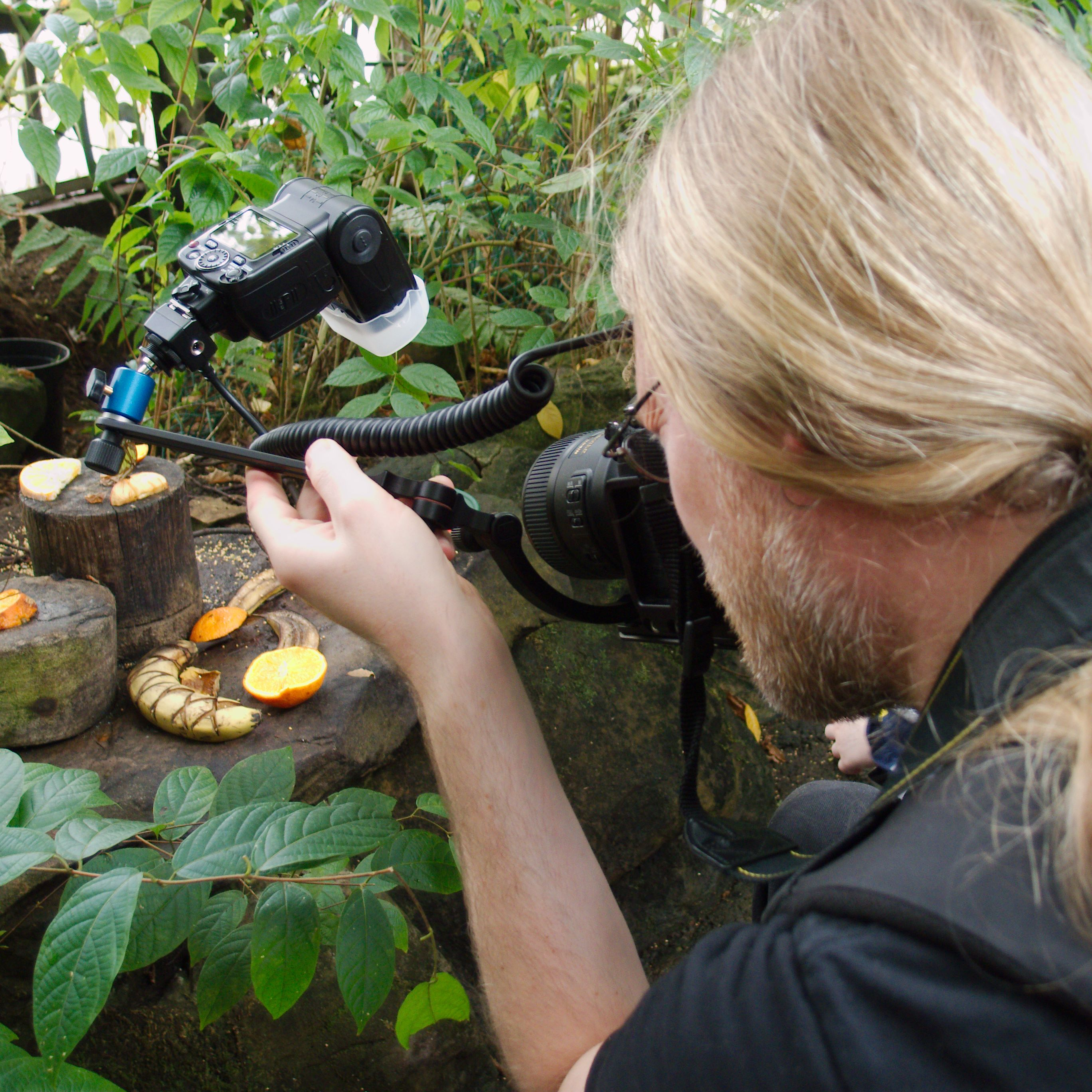
Макрофотографування зі спеціальним обладнанням

Створення макрофотографій вважається порівняно складним через необхідність врахування детальних характеристик об'єктива, обирання правильного ракурсу та напрямку світла. Для макрофотографії часто застосовуються спеціальні макрооб'єктиви з малою фокусною відстанню та фактором збільшення від 0,5x до 5x, та фокусною відстанню близько 180—200 мм. Сучасні дзеркальні та бездзеркальні фотокамери, як правило, однаково придатні для макрофотографії.
Оптимальною робочою відстанню (тобто, від об'єкта до передньої лінзи об'єктива) для створення макрофотографій вважається 15 см. Але для зйомок таких об'єктів, як тварини, може знадобитися робоча відстань удвічі більша.
Суттєвою проблемою макрофотографії є те, що при масштабі 1:1 глибина різкості може бути настільки малою, що сам об'єкт зйомки розмивається. Наприклад, голова і лапки мухи не будуть однаково чіткими. Оптимальними є апертури діафрагми f/11, f/16 та менші. Також важлива мала витримка, щоб уникнути розмивання об'єкта від руху.

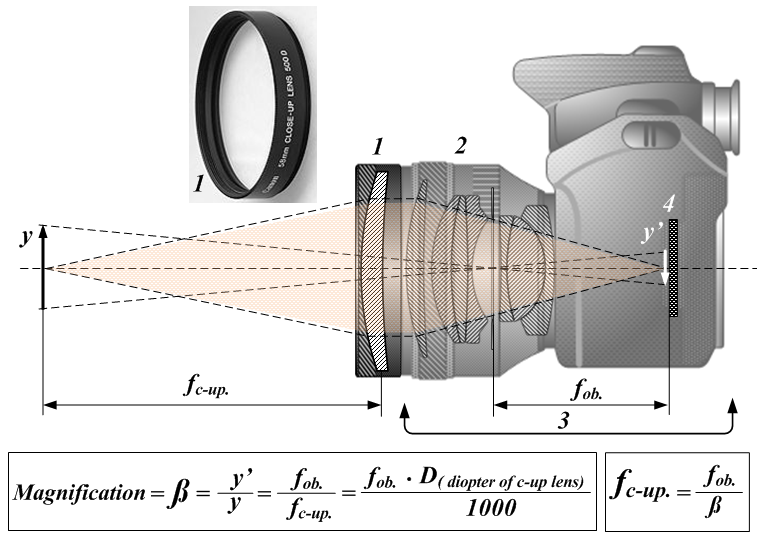
Оптична схема великого плану макрофотографії.
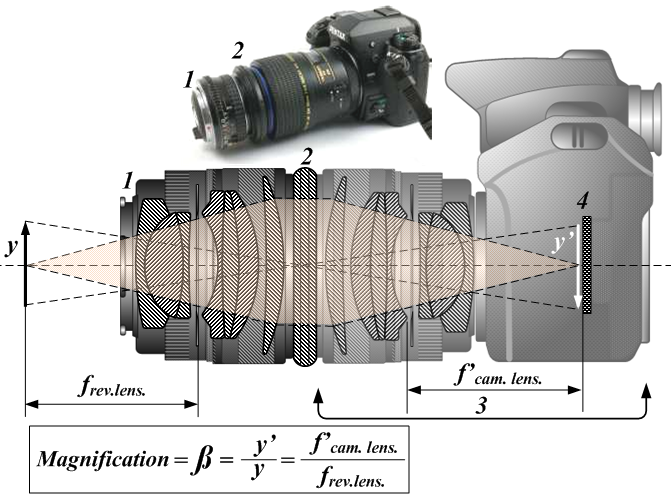
Зворотний об'єктив макрозйомки оптичної схеми.
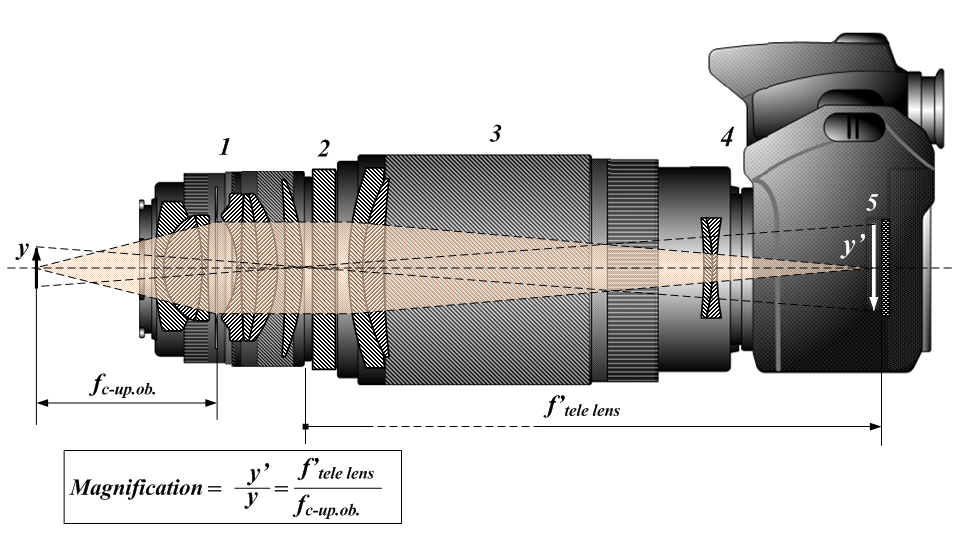
Оптична схема макрофотографії з використанням оберненого об'єктиву і телеоб'єктиву.
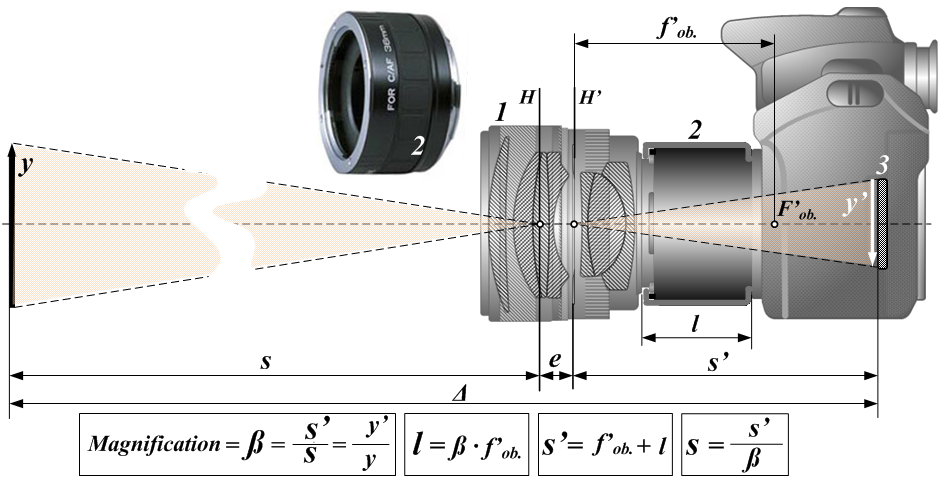
Оптична схема макрофотографії з використаним подовжувачем.

## Галерея

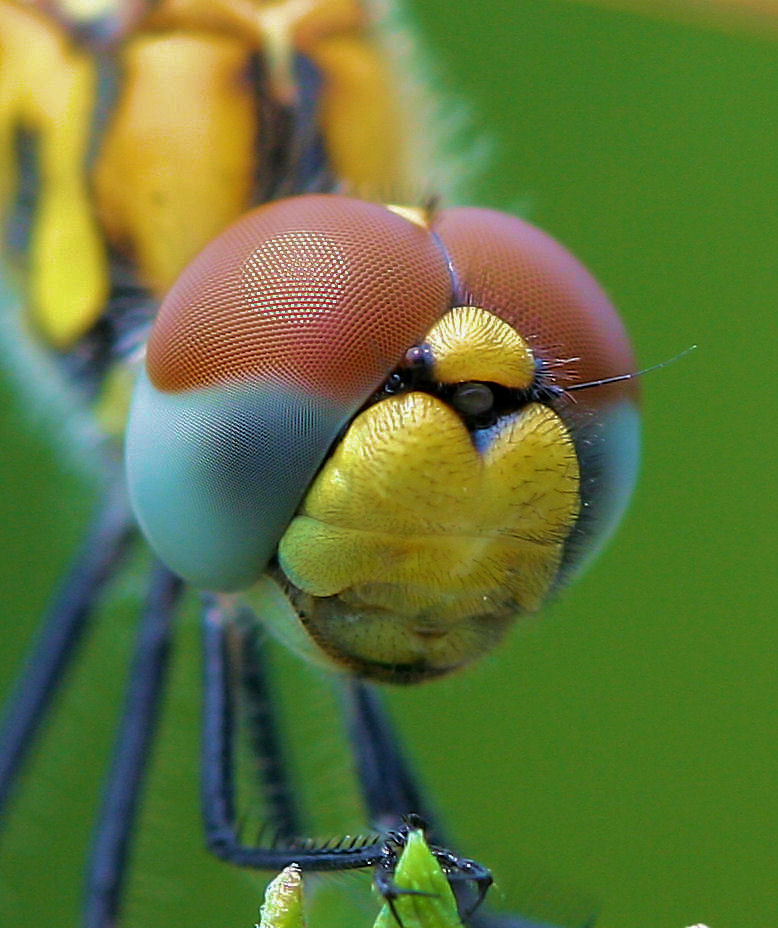
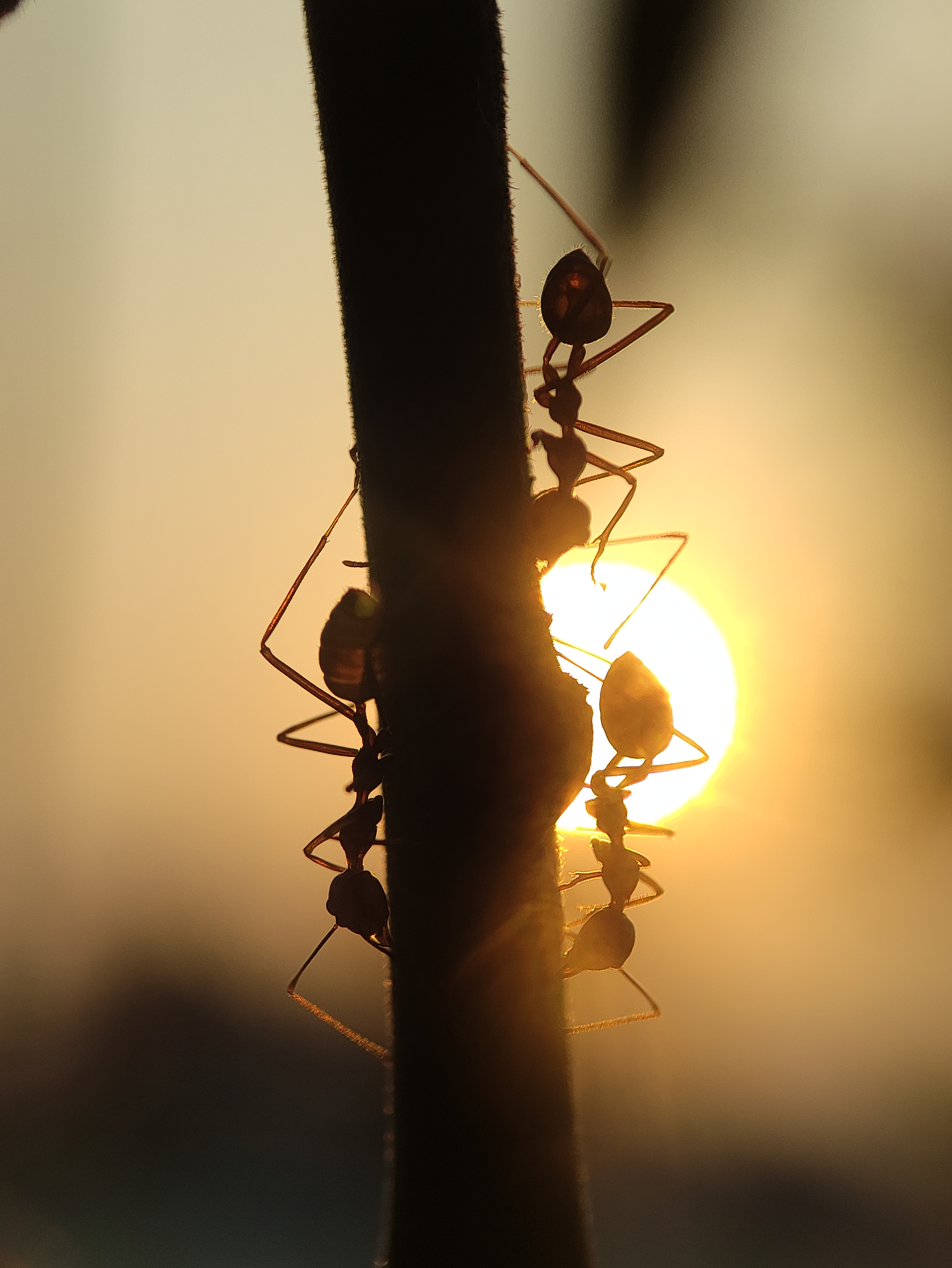
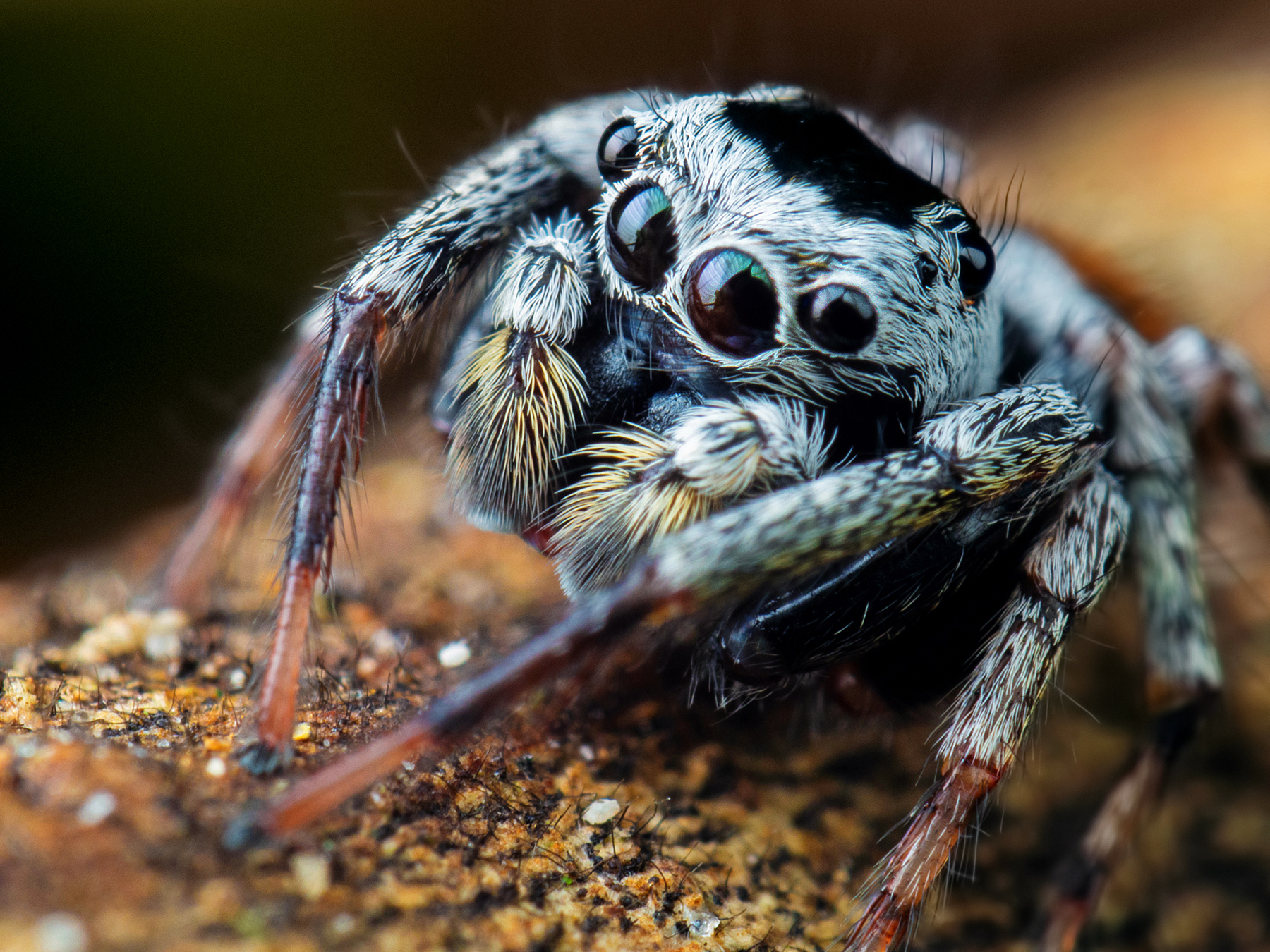
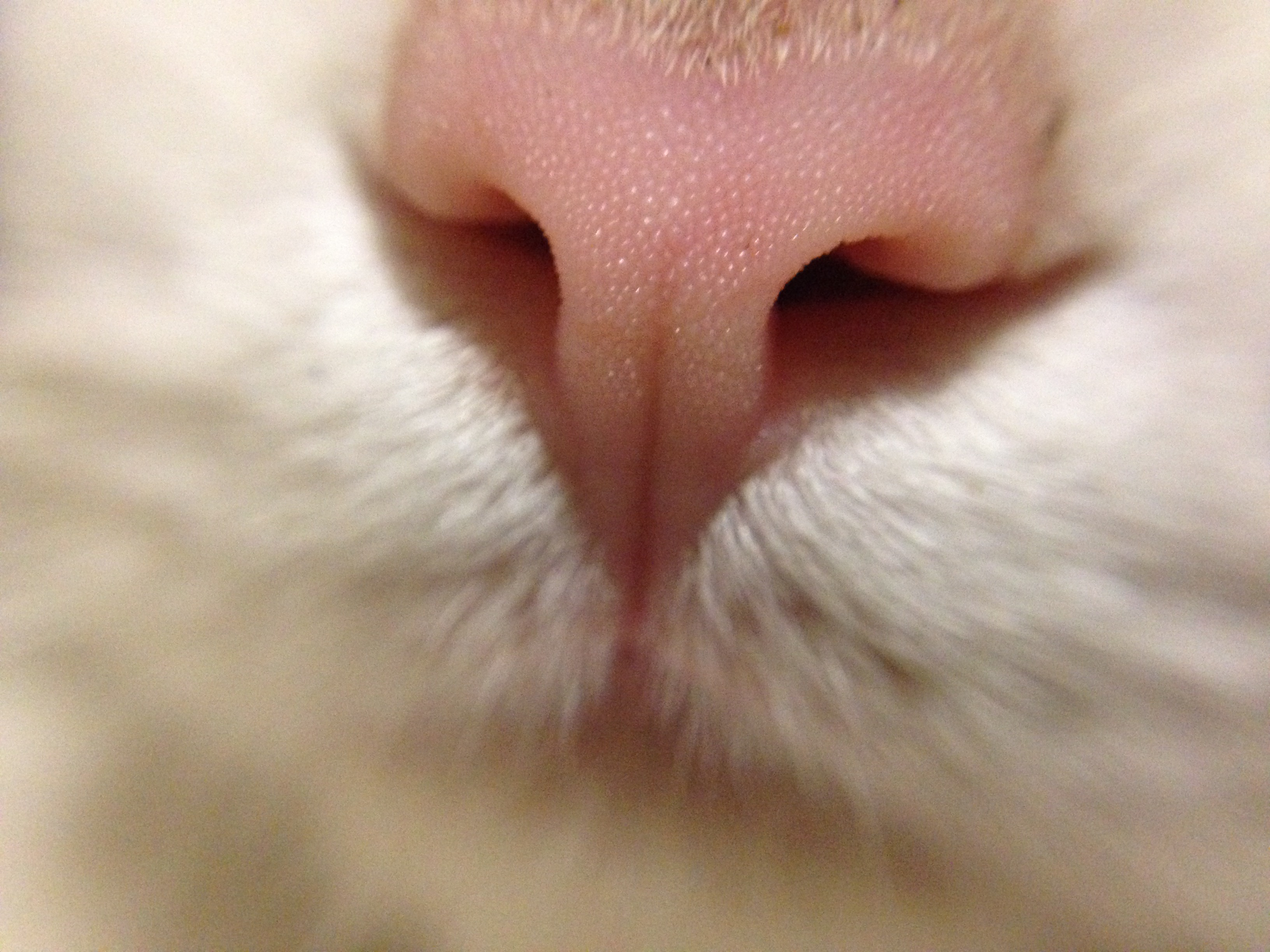
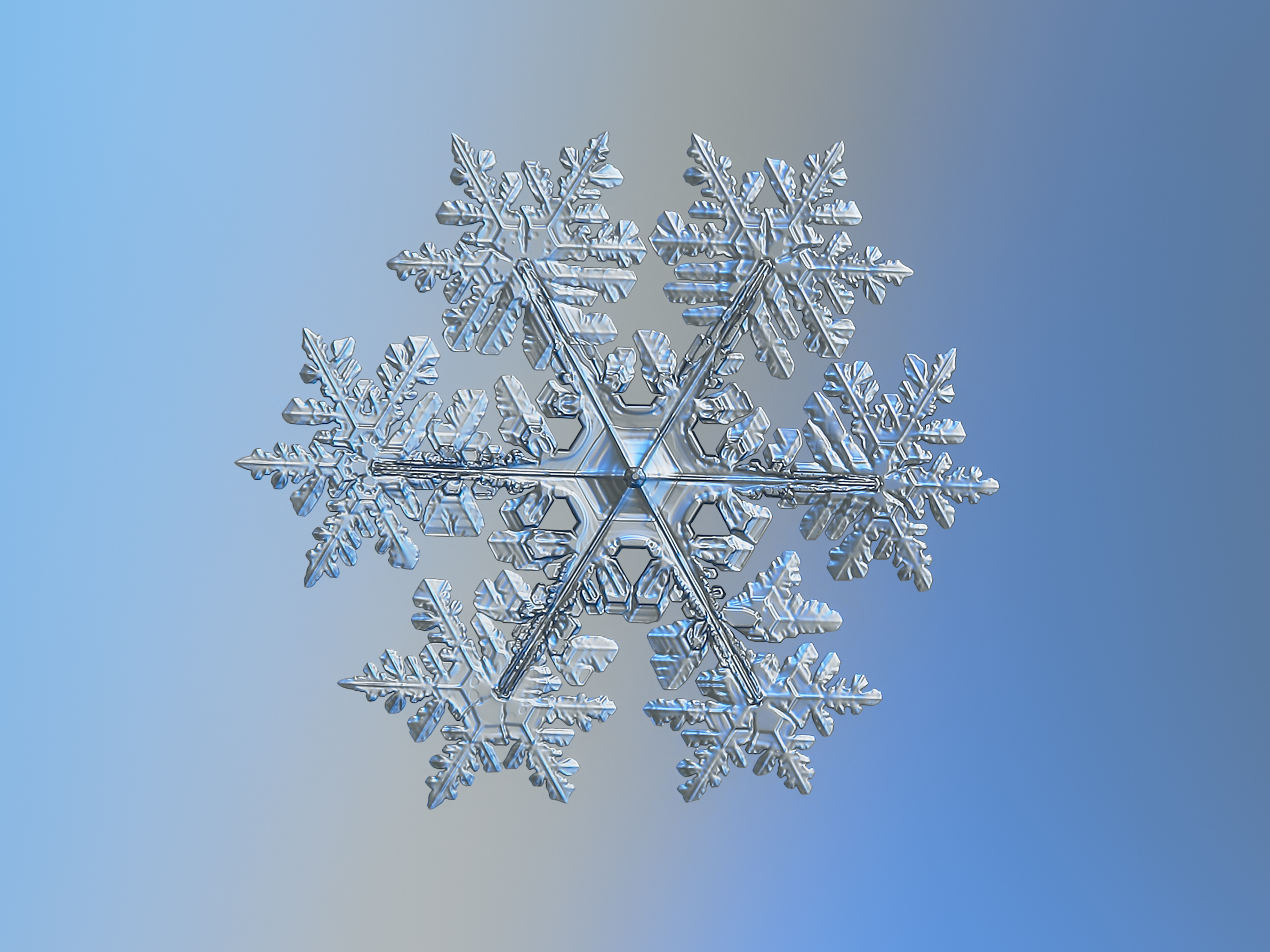
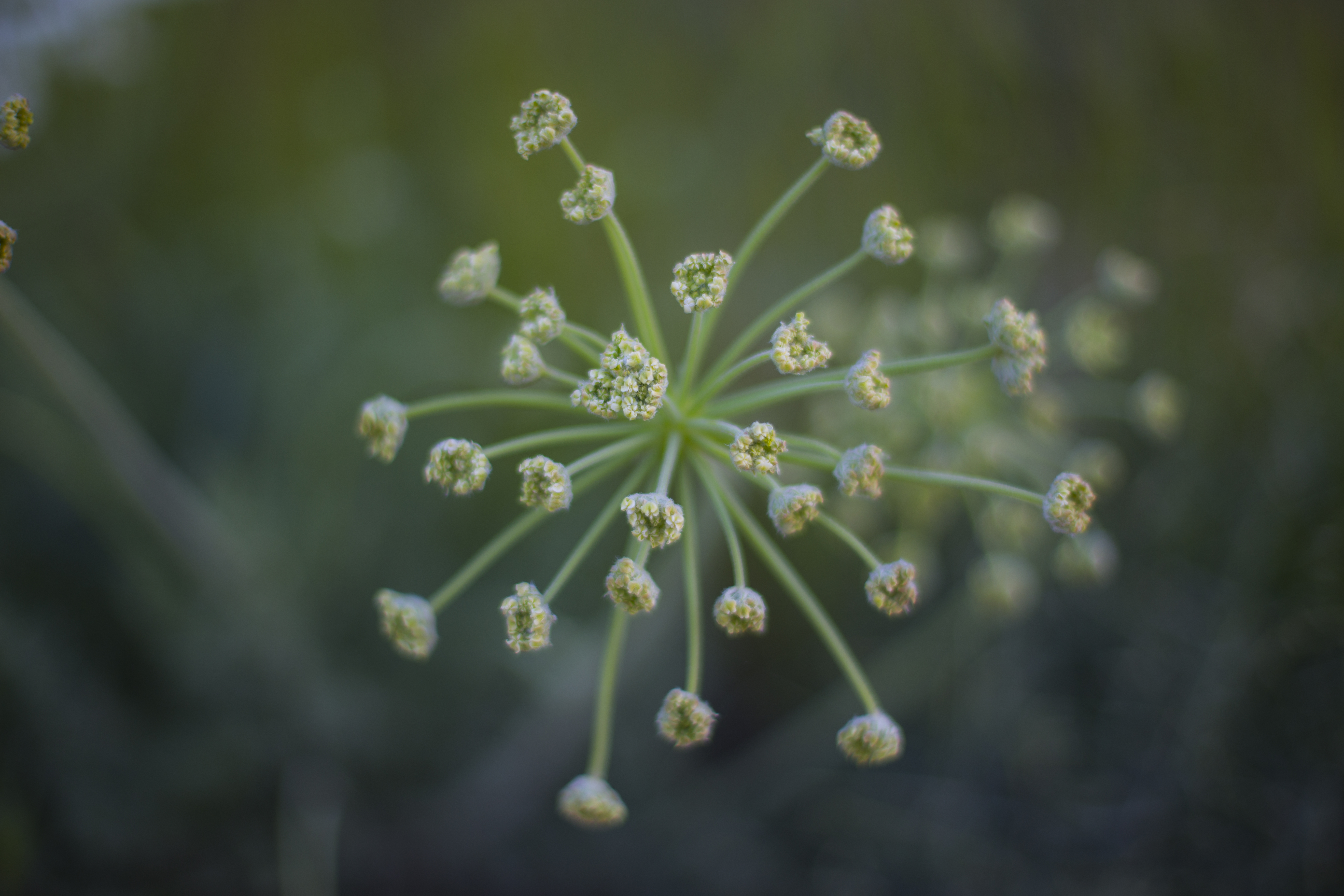
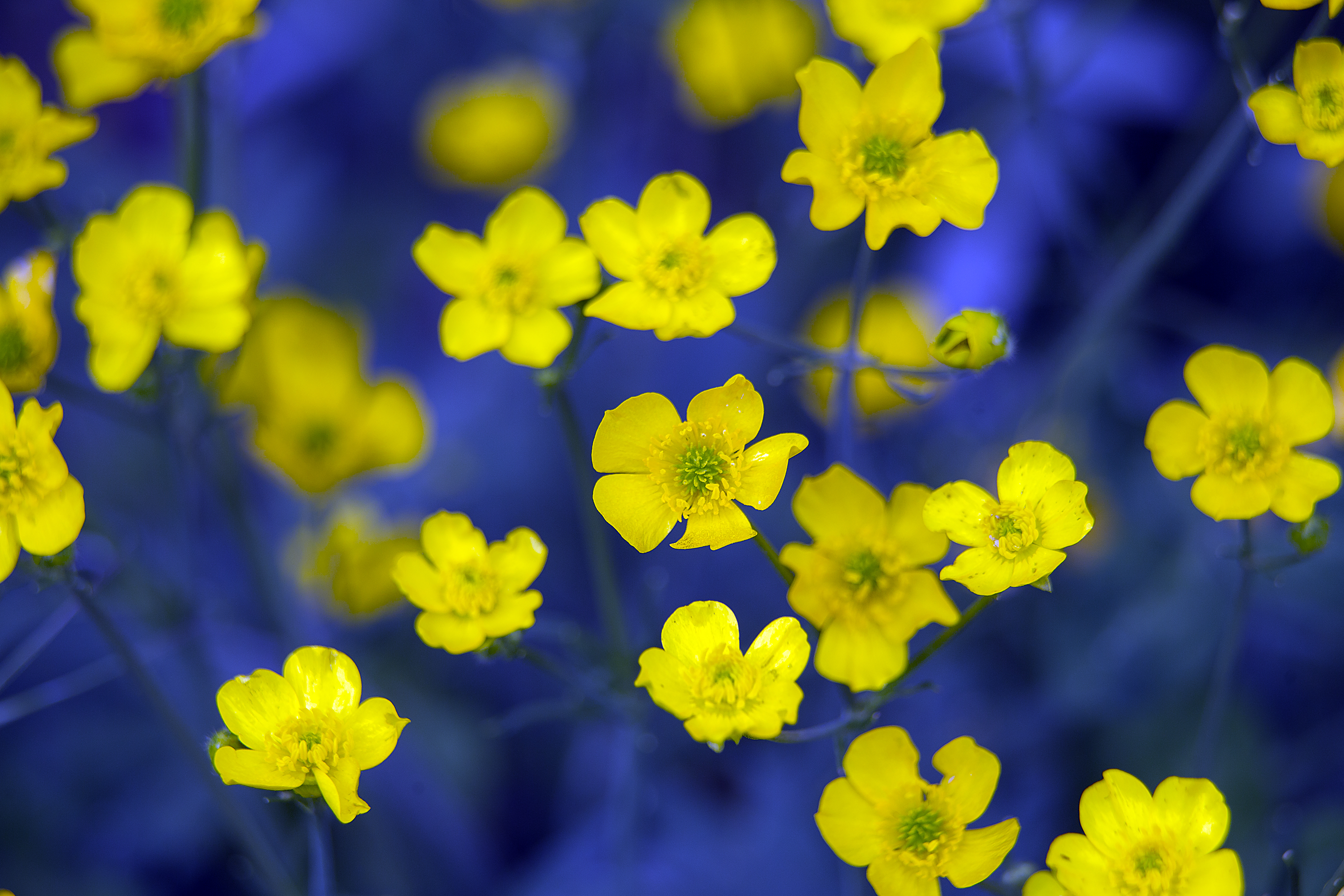
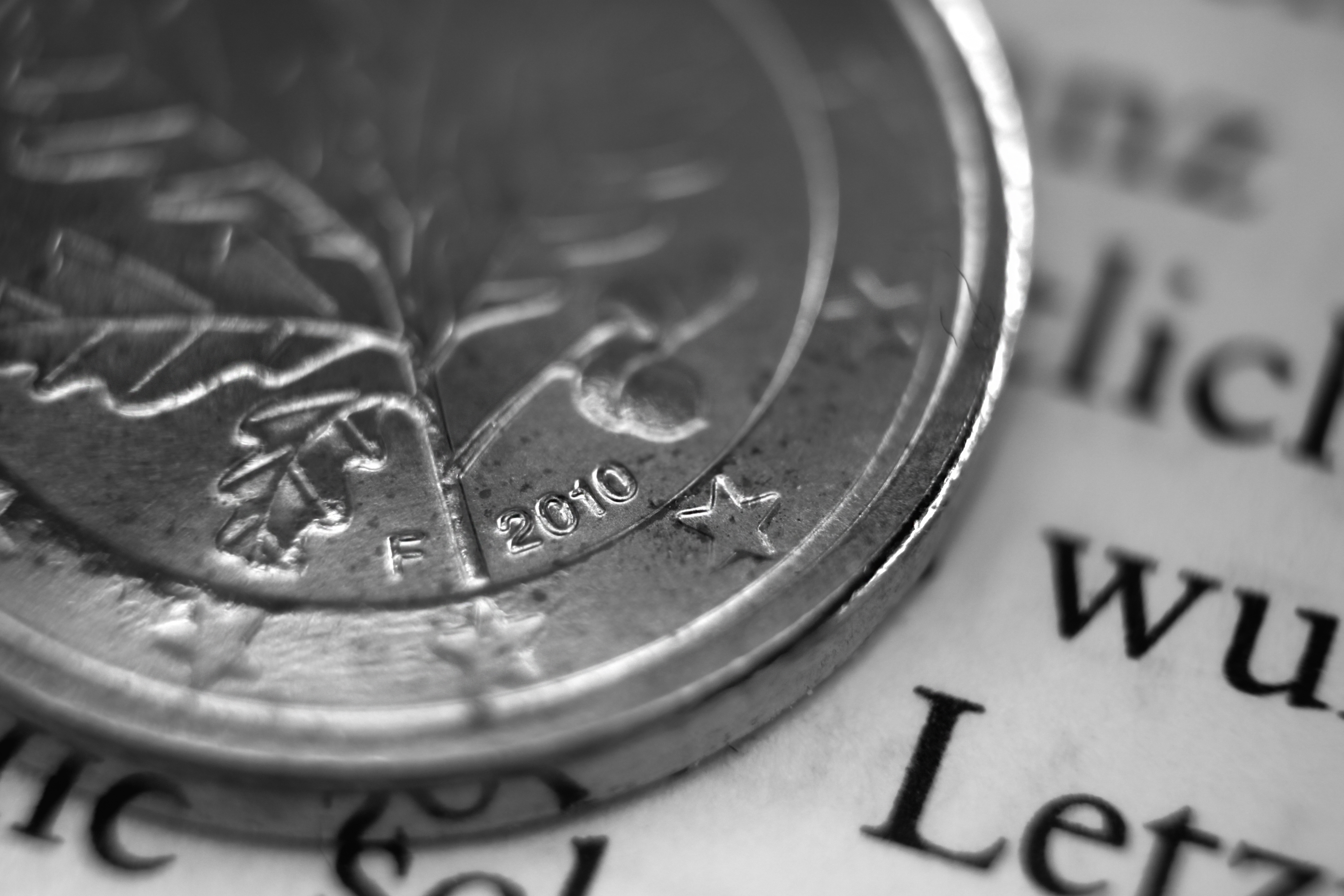